# PowerBook 150
Il PowerBook 150 è un computer portatile prodotto dalla Apple dal luglio 1994 all'ottobre 1995, appartenente alla Famiglia PowerBook.
Venne commercializzato inizialmente negli Stati Uniti al prezzo di 1.300 $.
Il computer è stato l'ultimo componente della serie PowerBook 100 ad usare il disegno originale del case, il più abbordabile della serie quando fu introdotto. Era più veloce, con 8 MHz, rispetto al predecessore, il PowerBook 145B. Non aveva una porta ADB ed usava un display a matrice passiva di minor qualità rispetto al resto dell'offerta: queste soluzioni furono scelte per ridurre il prezzo. Come la serie Duo & PowerBook 100 in precedenza, il 150 aveva solamente una porta seriale per la stampante, tuttavia era disponibile una adattatore costruito da terze parti da utilizzare nello slot modem slot opzionale. Per gli utenti che desideravano utilizzare una tastiera o un mouse esterno, ciò costituiva un problema da prendere seriamente in considerazione. Era anche senza una porta sul retro, a differenza del resto dei modelli della serie 100. Anche se utilizzava il design del case del 140, l'interno era basato sul PowerBook Duo 230 e in realtà più simile alle caratteristiche del PowerBook 190 (che usava invece il case del PowerBook 5300). In particolare, il nuovo design della logicboard permise a questo PowerBook della serie 100 di utilizzare, per la prima volta, più di 14MB di RAM, nonché il primo tra tutti i Macintosh ad usare i meno costosi e più capaci dischi rigidi IDE (la formattazione richiedeva un software specifico che limitava la selezione dei dischi rigidi compatibili). Fu anche il primo dei modelli della serie 100 a includere una batteria di backup in tecnologia ni-mh per conservare i dati della RAM durante la sostituzione della batteria principale. Fu anche l'ultimo modello a includere una trackball. Era anche disponibile una tastiera bianca QWERTZ. Per contro, come il 145B che sostituiva, il 150 non poteva essere usato in modalità di disco SCSI, a differenza del Duo, del 190 e del 5300 che avevano implementato la modalità Target disk.